# Pungitius stenurus
Pungitius stenurus is een straalvinnige vissensoort uit de familie van de stekelbaarzen (Gasterosteidae). De wetenschappelijke naam van de soort is, als Gasterosteus stenurus, voor het eerst geldig gepubliceerd in 1876 door Kessler.